# Novotel Saint Petersburg Centre
 (août 2012).

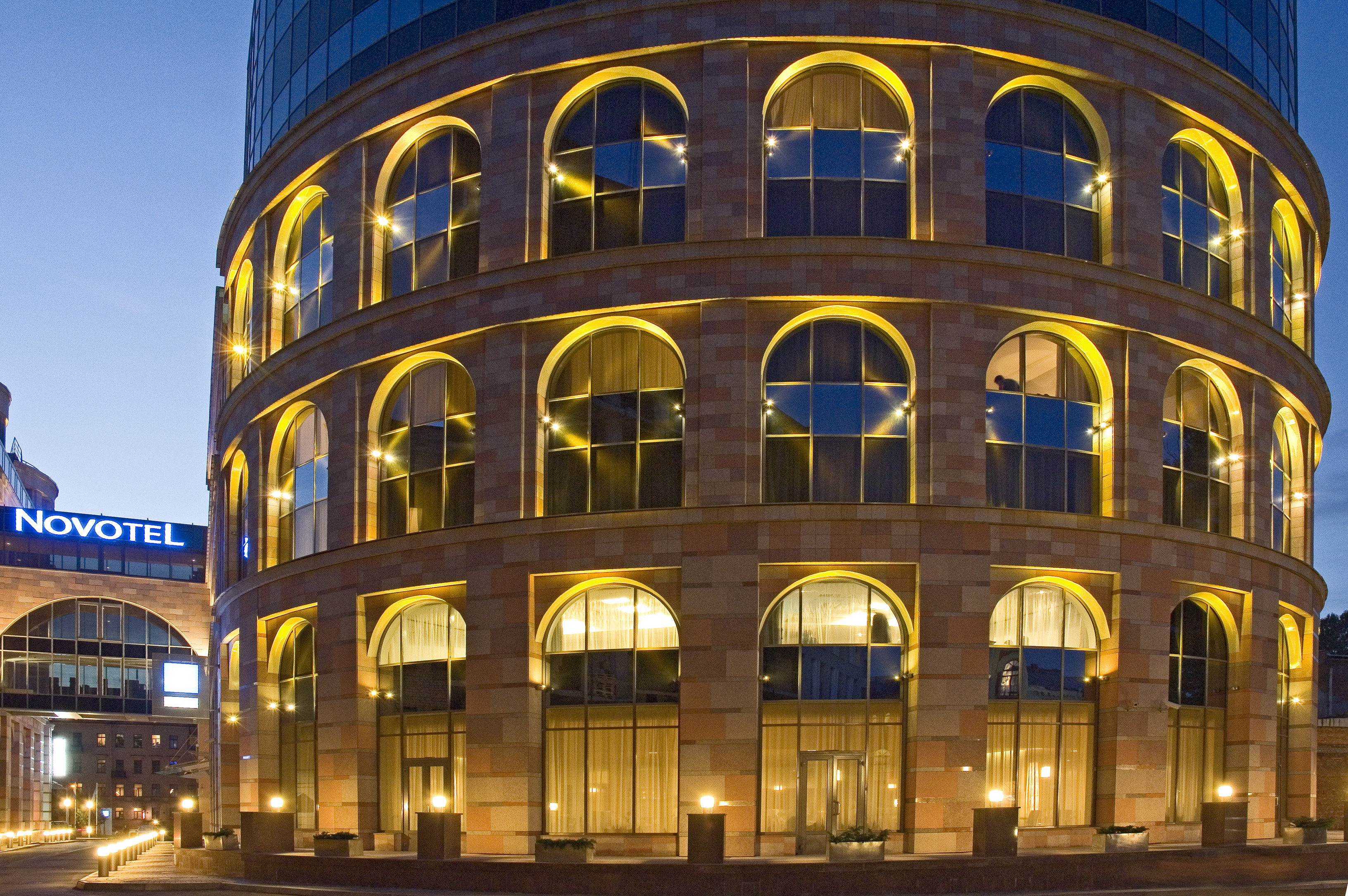
La façade de l'hôtel Novotel Saint-Petersburg Centre est souvent associée au Colisée

Novotel Saint Petersburg Centre (russe⁣ : Новотель Санкт-Петербург Центр) est un hôtel 4 étoiles opérant sous la marque Novotel (groupe Accor). L'hôtel est situé à Saint-Pétersbourg, en Russie.

## Emplacement
L'hôtel est situé dans le centre historique de Saint-Pétersbourg, au 3 Mayakovskogo, à 100 mètres de la perspective Nevski, principale artère de la métropole. La station de métro la plus proche est Ploschad Vosstaniya / Mayakovskaya.

## Histoire
Le Novotel Saint Petersburg Centre Complex, est construit en 2004 et fait partie d’un projet de rénovation municipale : le « Quartier 130 ». Le projet comprend la division du quartier en quatre espaces, chacun devant être occupé par un bâtiment séparé. L'hôtel a ouvert ses portes en 2005.

## Projet architectural
Le projet a été développé par Mamoshin Architectural Studio comme faisant partie du plan de développement du « Quartier 130 ». 
L'ensemble s'inspire largement de l'architecture classique italienne, la Renaissance étant l'un de ses thèmes principaux. Les deux bâtiments composant l'hôtel sont reliés par une galerie de 3 étages. Le style contemporain et les matériaux modernes se mêlent à des formes classiques, ainsi qu'à la pierre dans cette structure monumentale, clairement inspirée de la Rome antique. Certaines critiques ont cependant suggéré que le complexe était trop massif et que son image n'a pas la légèreté désirée.

## Aménagements
L'hôtel de neuf étages compte 233 chambres (dont 16 suites), ainsi que des salles de réunion.

## Restaurants et bars
- Côté Jardin (cuisine française)
- Intermezzo (bar)